# Benzoe
El benzoe (benzoína) en condiciones normales es un sólido incoloro que presenta como grupos funcionales dos grupos fenilo, un grupo ceto y uno hidroxi: Ph-CH(OH)-C(=O)-Ph

## Datos fisicoquímicos
- Fórmula: C6H5CH(OH)COC6H5
- Masa molecular: 212,24 g/mol
- Punto de fusión: 134 - 138 °C
- Punto de ebullición: 194 °C (12 Torr)
- N.º CAS: 119-53-9

## Síntesis
El benzoe se obtiene por dimerización de benzaldehído en presencia de cantidades catalíticas de cianuro. El proceso empieza con el ataque nucleofílico de un cianuro al carbono del carbonilo del aldehído. El producto así obtenido está en equilibrio con la forma tautomérica protonado sobre el oxígeno ya que el carbanión está estabilizado por mesomería. La forma carbaniónica ataca al carbonilo de otra unidad de aldehído y la benzoina se forma liberando de nuevo el ion de cianuro.
Esta reacción es conocida como condensación de benzoe y se puede extender a más aldehídos aromáticos. Sucede por la inversión del carácter electrónico de un centro carbonílico (Umpolung).
- Datos: Q426819
- Multimedia: Benzoin / Q426819